# Емілія-Кортгаус (Вірджинія)
Емілія-Кортгаус (англ. Amelia Courthouse) — переписна місцевість (CDP) в США, в окрузі Амелія штату Вірджинія. Населення — 965 осіб (2020).

## Географія
Емілія-Кортгаус розташована за координатами 37°20′9″ пн. ш. 77°59′12″ зх. д. / 37.33583° пн. ш. 77.98667° зх. д. (37.335853, -77.986639).  За даними Бюро перепису населення США в 2010 році переписна місцевість мала площу 9,73 км², з яких 9,71 км² — суходіл та 0,02 км² — водойми.

## Демографія
Згідно з переписом 2010 року, у переписній місцевості мешкало 1099 осіб у 369 домогосподарствах у складі 273 родин. Густота населення становила 113 особи/км².  Було 419 помешкань (43/км²).
Расовий склад населення:
| - 68,9 % — білих - 24,0 % — чорних або афроамериканців - 0,7 % — корінних американців - 0,6 % — азіатів - 4,5 % — осіб інших рас |

До двох чи більше рас належало 1,2 %. Частка іспаномовних становила 7,2 % від усіх жителів.
За віковим діапазоном населення розподілялося таким чином: 23,8 % — особи молодші 18 років, 54,9 % — особи у віці 18—64 років, 21,3 % — особи у віці 65 років та старші. Медіана віку мешканця становила 41,2 року. На 100 осіб жіночої статі у переписній місцевості припадало 89,2 чоловіків;  на 100 жінок у віці від 18 років та старших — 85,2 чоловіків також старших 18 років.
За межею бідності перебувало 29,9 % осіб, у тому числі 0,0 % дітей у віці до 18 років та 0,0 % осіб у віці 65 років та старших.
Цивільне працевлаштоване населення становило 236 осіб. Основні галузі зайнятості: мистецтво, розваги та відпочинок — 31,4 %, освіта, охорона здоров'я та соціальна допомога — 27,1 %, фінанси, страхування та нерухомість — 16,1 %, роздрібна торгівля — 13,6 %.